# Фабиан, Джон Маккрири
Джон Маккри́ри Фа́биан (англ. John McCreary Fabian; род. 28 января 1939, Гус-Крик, Техас) — астронавт НАСА. Совершил два космических полёта: в качестве специалиста полёта на шаттле «Челленджер» — STS-7 (1983) и в качестве специалиста полёта на шаттле «Дискавери» — STS-51G (1985), полковник ВВС США.

## Рождение и образование

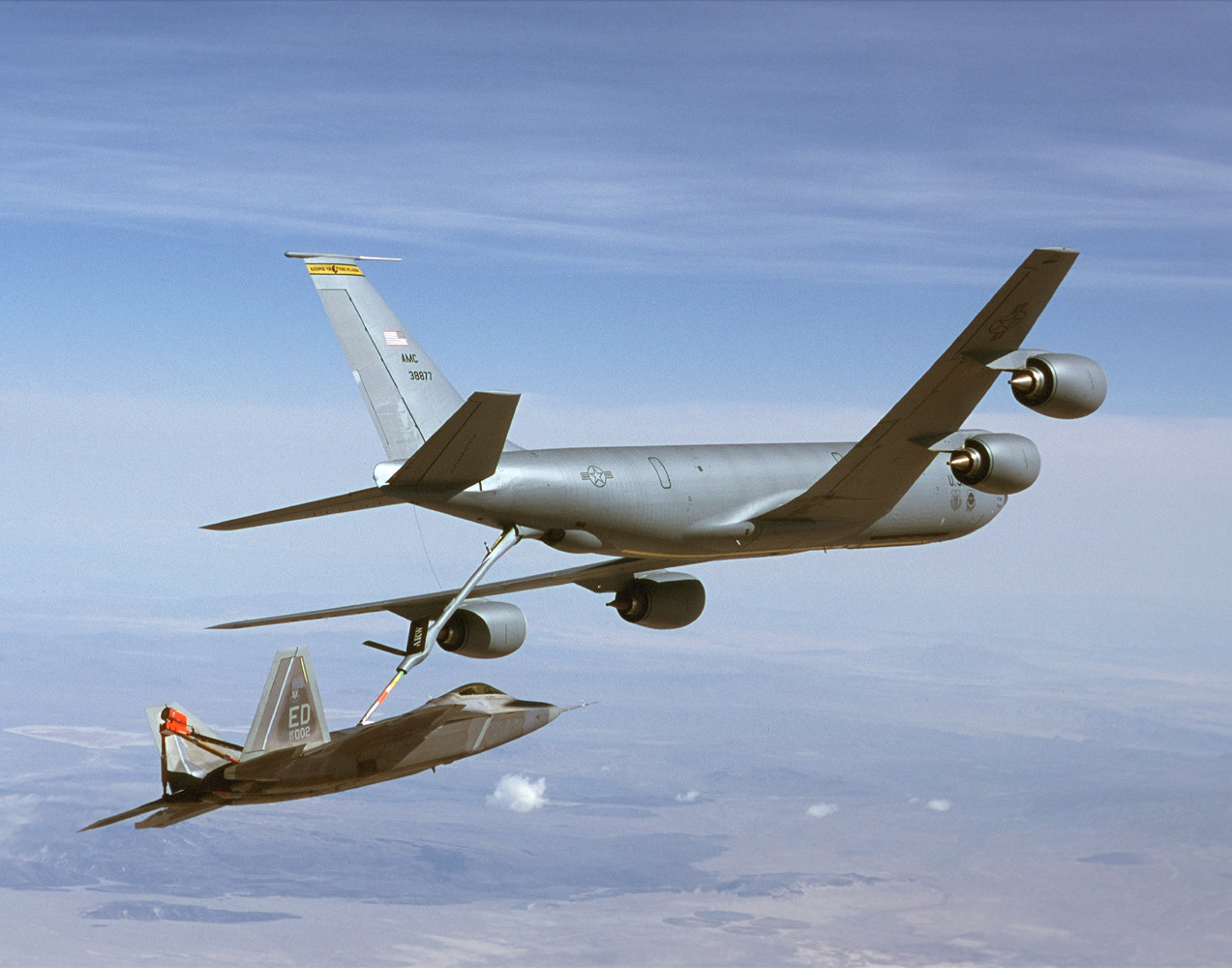
КС-135 заправляет F-22 Raptor в воздухе.

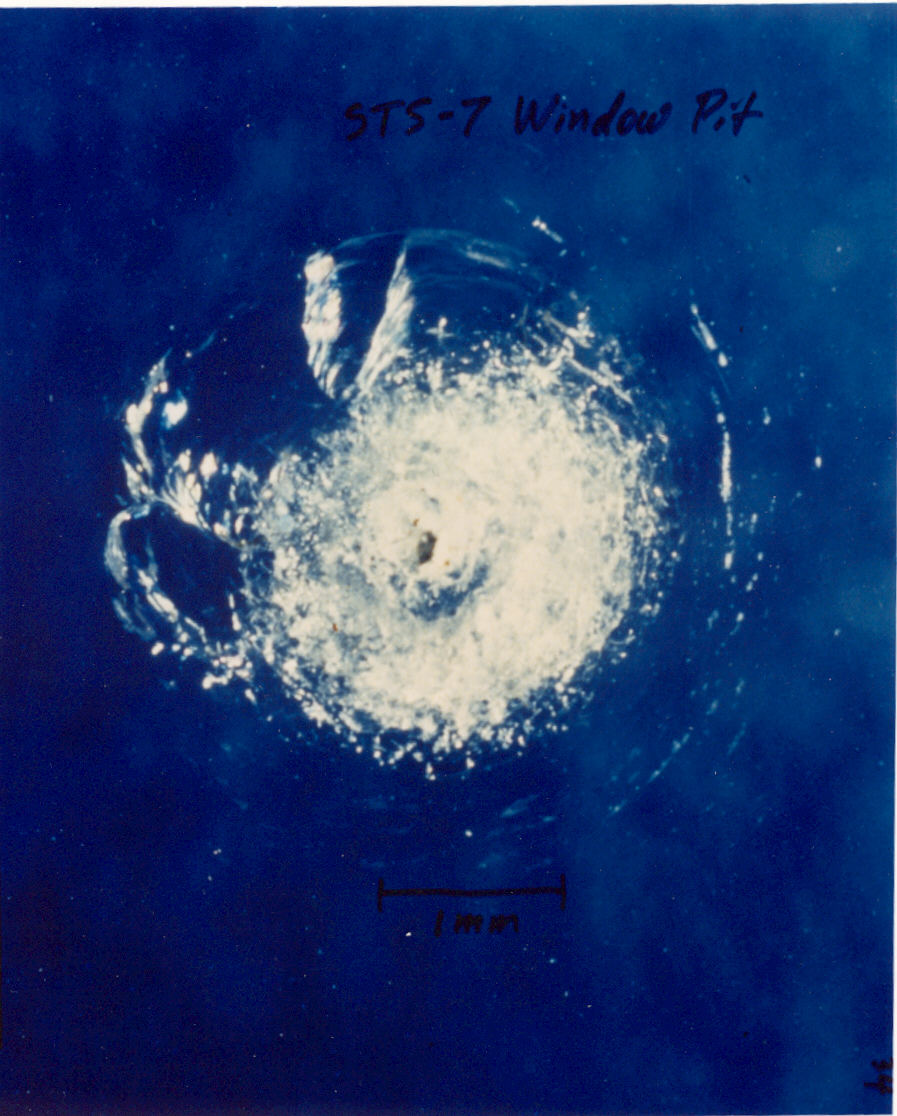
STS-7 — опасность космического мусора.

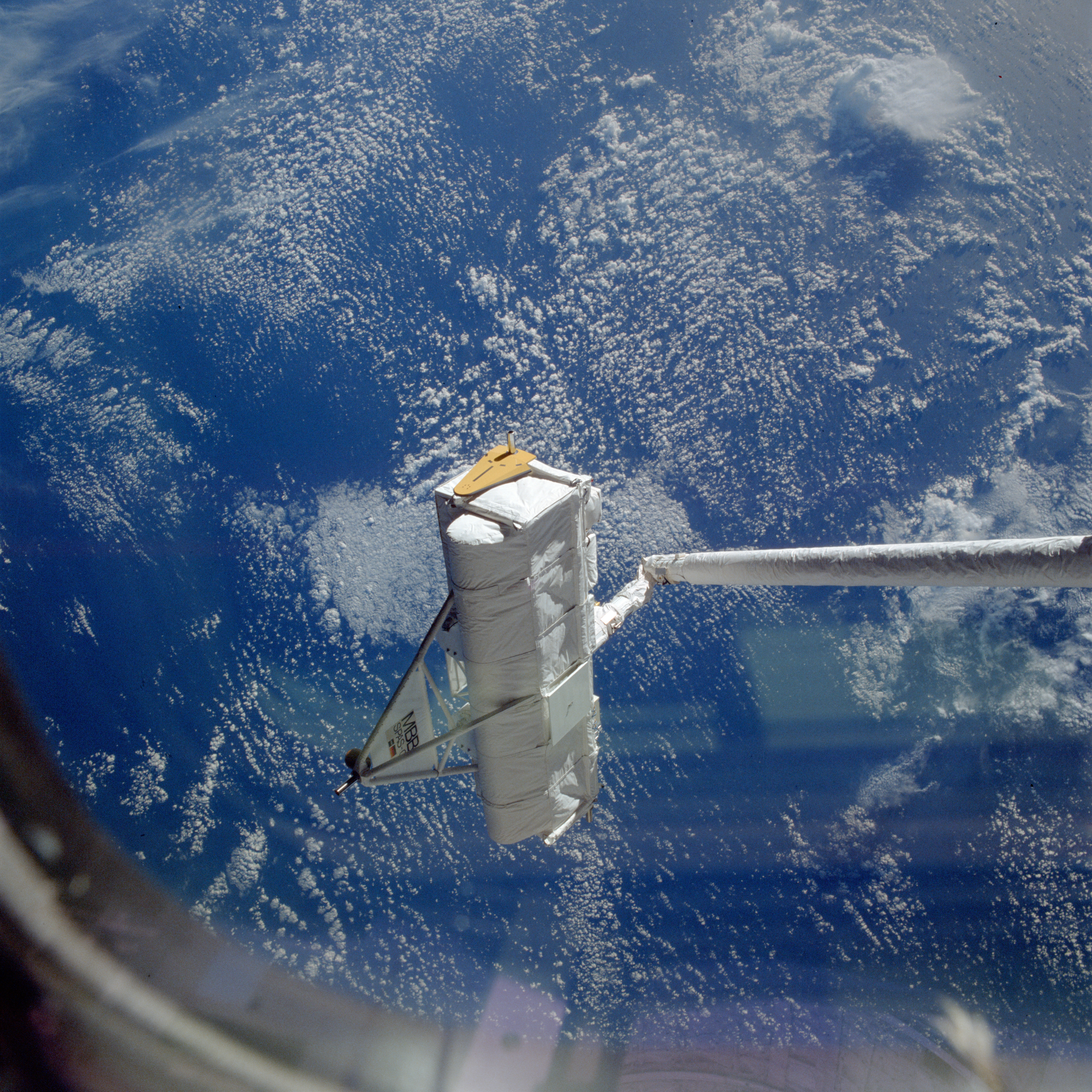
Фабиан — первый астронавт, запустивший с шаттла спутник.

Родился 28 января 1939 года в городе Гузкрик, штат Техас, но своей родиной считает город Пуллман, штат Вашингтон. В 1957 году окончил среднюю школу в городе Пуллман, активно участвовал в движении «Бойскауты Америки». В 1962 году окончил Университет штата Вашингтон и получил степень бакалавра наук по механике. В 1964 году в Технологическом институте ВВС получил степень магистра наук по аэрокосмической технике.
В 1974 году в Университете Вашингтона защитил диссертацию и получил степень доктора наук по аэронавтике и астронавтике.

## Военная карьера
Во время обучения в Университете прошёл обучение по программе подготовки офицеров запаса ВВС США. Службу в ВВС начал с обучения в Технологическом институте ВВС. После окончания института был направлен на службу на базу ВВС Келли в Техасе, в инженерное управление района материально-технического обеспечения ВВС Сан-Антонио в качестве инженера по авиационной технике. Затем прошёл летную подготовку на базе ВВС Уилльямс, в Аризоне, и в течение 5-и лет служил пилотом самолёта КС-135 на базе ВВС Уортсмит в Мичигане. Принимал участие в операциях во Вьетнаме и выполнил 90 боевых вылетов. В 1974—1978 годах служил на кафедре аэронавтики Военно-воздушной академии США в штате Колорадо. Общий налет составляет более 4 000 часов, из которых около 3 400 часов на реактивных самолетах. После ухода в отставку из ВВС в июне 1987 года в звании полковника ВВС, работал в фирме «Analytic Services Inc. (ANSER)», в Арлингтоне, штат Виргиния вице-президентом и главным администратором.

## Космическая подготовка
16 января 1978 года зачислен в отряд астронавтов НАСА во время 8-го набора. По завершении курса общекосмической подготовки (ОКП) в августе 1979 года был зачислен в Отдел астронавтов в качестве специалиста полёта. В Отделе астронавтов занимался вопросами запуска спутников с помощью шаттлов и возвращения грузов с орбиты. Принимал участие в разработке канадского манипулятора для шаттла.

## Космические полёты
- Первый полёт — STS-7[3], шаттл «Челленджер». C 18 по 24 июня 1983 года в качестве пилота шаттла. Продолжительность полёта составила 6 суток 2 часа 25 минут[4].
- Второй полёт — STS-51G[5], шаттл «Дискавери». C 17 по 24 июня 1985 года в качестве пилота шаттла. Продолжительность полёта составила 7 суток 1 час 40 минут[6].

Общая продолжительность полётов в космос — 13 суток 4 часа 5 минут. Ушел из отряда астронавтов и из НАСА в январе 1986 года.

## После полётов
После ухода из НАСА служил заместителем начальника штаба ВВС по планированию и операциям, начальникаом космического департамента в штаб-квартире ВВС. Сопрезидент, член Исполнительного комитета Ассоциации исследователей космоса, член Совета директоров американского отделения Ассоциации исследователей космоса. В 1998 он уединился с семьей в Порт-Ладлоу, Вашингтон. С 2000 до 2011 участвовал во встречах — «Обед с Астронавтом» и работал в Центре Посетителей Космического центра имени Кеннеди.

## Награды
Имеет награды: Нашивка астронавта, дважды — Медаль «За космический полёт» (1983 и 1985), Диплом имени В. М. Комарова Международной авиационной федерации, Медаль «За отличную службу» (США), Медаль «За похвальную службу» (США), Орден «Легион почёта», Орден Почётного легиона, Воздушная медаль (США) многие другие.

## Семья
Жена — Донна Кэй Балбоц, у них двое детей. Увлечения: бег трусцой и катание на лыжах, увлекается филателией.